# سرتنغ توتندة (توت ندة)
سرتنغ توتندة (بالفارسية: سرتنگ توتنده) هي قرية تقع في إيران في قسم توت ندة الريفي. يقدر عدد سكانها بـ 350 نسمة بحسب إحصاء 2016.